# Jak Tam Idzie
Jak Tam Idzie (ang. How Goes It There?) – polonijny miesięcznik wydawany w języku angielskim w Brantford (Ontario) w Kanadzie od maja 1954 do lipca 1961. 
Pismo pełniło funkcję biuletynu organizacyjnego Grona Młodzieży przy Związku Polaków w Kanadzie. Stworzyły i wydawały go dzieci polskich imigrantów z okolic Brantford z przeznaczeniem dla swoich rówieśników. Ponieważ wielu z nich miało problemy z językiem ojczystym rodziców, miesięcznik ukazywał się w języku angielskim, z niewielkim odsetkiem polskich tekstów. Wyjątkowo aktywna polska młodzież z Brantford organizowała własne zespoły folklorystyczne, drużyny sportowe, klasy językowe i koła zainteresowań.
Kolejni redaktorzy: Joan Blacha (1954),  Marina Czyż (1955, 1958), Clara Kowalski (1956), Valerie Czyż (1957), Ted Wisz (1959-61), Lucy A. Jablonski (1961).